# 잃어버린 10년 (페루)
잃어버린 10년(스페인어: Década perdida) 또는 1980년대 위기(La crisis de los 80)는 1980년대 페루 전역에서 일어난 스태그네이션 시기로, 10년대 말에는 심각한 금융위기로 악화되었다. 라틴 아메리카 전역의 대외 부채 누적, 일련의 자연재해, 대규모 공공 지출, 은행 및 금융 기관의 국유화, 국제 신용 시장에서 페루의 배제는 10년간의 거시 경제적 침체로 이어졌다. 금융 위기는 곧 상품 초인플레이션, 식량 부족, 대규모 실업을 통해 공공 영역에 흡수되었다. 10년대 말까지 페루의 국내총생산(GDP)은 20% 이상 감소했으며, 빈곤은 55%로 증가했다.
1980년대는 페루의 사회 및 경제 위기의 결과로 종종 "잃어버린 10년"으로 간주된다. 이 위기의 결과로 많은 페루인들이 미국, 스페인, 이탈리아, 칠레, 베네수엘라 및 아르헨티나와 같은 국가로 이민을 갔다. 이 금융 위기는 알베르토 후지모리 대통령 재임 첫 해에 대외 부채 위기와 초인플레이션을 해결하려는 일련의 경제 개혁을 통해 궁극적으로 진정되었다.
직면했던 경제 문제의 또 다른 부분은 페루 정부의 테러 집단과의 싸움, 특히 빛나는 길과의 싸움과 이 단체의 폭격(주로 교량, 철도, 전력 시설 포함)으로 인한 피해를 복구하는 데 있었다.

## 원인

### 상품 가격 하락과 대외 부채 누적
1970년대 말에 들어서면서 페루 수출품에 대한 수요가 감소했다. 1980년대 전반기에는 페루의 두 가지 주요 수출품인 구리와 은의 가격이 40년 만에 최저 수준으로 떨어졌다. 1980년부터 1982년까지 구리 가격은 미터톤당 거의 3000달러에서 1300달러로 폭락했다. 1987년까지 구리 가격은 미터톤당 1380달러로 겨우 증가했다. 또한, 엘니뇨 현상은 페루의 어업 경제를 황폐화시키고 리마 지역에 파괴적인 홍수와 가뭄을 초래했다. 페루의 수출 가치가 감소하기 시작하자 벨라운데 대통령은 고속도로, 철도, 공항을 포함한 대규모 기반 시설 프로젝트에 대한 페루의 투자를 계속 늘렸고, 홍수 및 가뭄 구호 지출도 증가시켜 페루의 국가 지출을 크게 늘렸다. 90억 달러의 대외 부채를 갚기 위해 추가로 40억 달러를 빌려 부채를 더욱 늘렸다.
벨라운데는 페루와 남아메리카 전역에서 대외 부채가 누적된 후 국제 통화 기금(IMF)이 권고한 일련의 엄격한 긴축 조치에 직면했다. 이러한 조치들은 공공 지출을 줄이고 정부 수입을 늘려 페루 정부의 적자를 줄이는 것을 목표로 했다. 벨라운데는 그의 행정부가 IMF가 권고한 긴축 조치를 따르는 인상을 주었지만, 실제로는 빛나는 길이 페루 고원지대에서 성장하기 시작하자 벨라운데는 부채 위기를 테러 문제로 경시했다. 그 결과, 경제 스태그플레이션이 발생하기 시작했고 인플레이션은 60%로 증가했다.

### 내부 분쟁
벨라운데는 처음에는 빛나는 길이 벌이는 내부 분쟁과 작전에 심각하게 대응하지 않고, 지역적인 비상사태만을 선포하고 페루 국가 경찰이 위기에 대응하도록 했다. 그의 임기 말에 벨라운데는 군대에 권한을 확대했으며, 군대는 그의 행정부 동안 확대된 분쟁 중에 마을 전체를 학살했다. 군대의 압력으로 벨라운데는 군대를 위한 40억 달러 상당의 새 장비 구매를 승인했다.

### 국제 채권자 상실

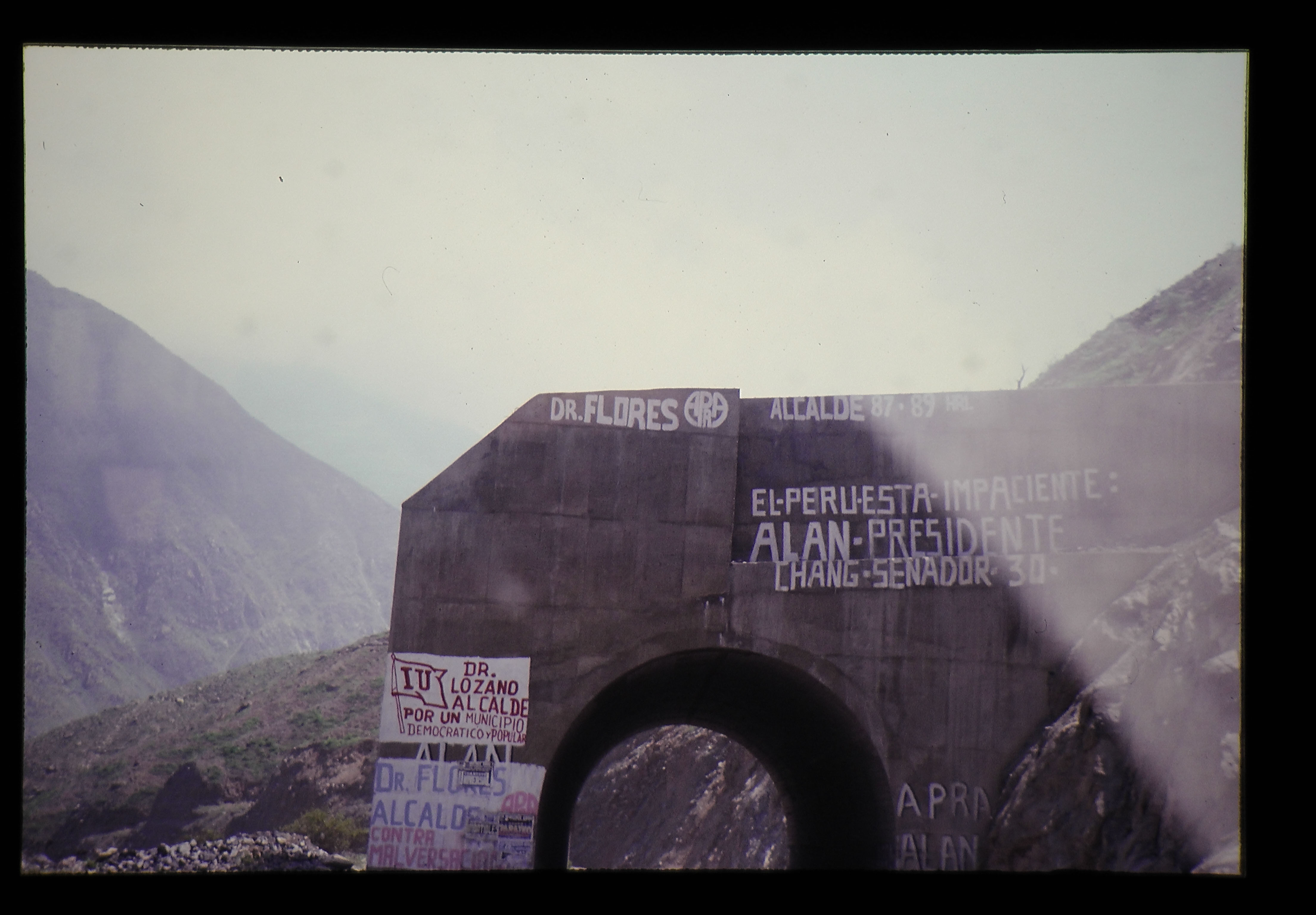
산라몬, 1988년 알란 가르시아 지지를 촉구하는 낙서

1983년까지 페루는 135억 달러(GDP의 77.8%)의 대외 부채를 누적했고, 국내총생산은 20% 감소했다. 벨라운데는 그의 대통령 임기 전의 군사 정권들, 특히 후안 벨라스코 알바라도와 프란시스코 모랄레스 베르무데스의 군사 정권들이 외국 은행에 의해 수십억 달러를 빌리도록 설득되었다고 주장했다.
증가하는 압력에 직면하여 벨라운데는 1984년 워싱턴 D.C.를 방문하여 파산한 행정부를 돕기 위해 로널드 레이건 대통령에게 마지막으로 간청했다. 백악관 보좌관은 '레이건 대통령은 그에게 30분만 주었고, 벨라운데에게 은행과 IMF가 제시한 긴축 프로그램을 따르라고 제안했다. 포퓰리즘이 성장하기 시작했고 국제 통화 기금은 페루의 부채 위기에 대한 희생양이 되었다'고 언급했다.
위기로 인한 포퓰리즘의 급증은 페루와 국제 투자자 및 은행의 관계를 끊을 것이라는 알란 가르시아 대통령 후보의 경제 제안에 유리하게 작용했다. 당선 후 가르시아는 리마에 있는 국제 통화 기금 사무실 폐쇄를 명령하고 페루의 은행 및 기타 금융 기관의 국유화를 명령했다. 사실상 채무 불이행으로 간주되면서 투자자들은 곧 페루에서 완전히 철수했고, 리마 증권거래소는 큰 폭으로 하락했다.

## 영향

### 초인플레이션

#### 통화 변경
페루는 1985년부터 1990년까지 통화를 두 번 변경했다. 1985년 알란 가르시아 대통령은 1000 페루 솔의 가치를 지닌 단명 통화인 페루 인티를 도입했다. 지폐는 처음에는 10, 50, 100 인티 단위로 인쇄되었지만, 지속적인 초인플레이션으로 인해 이후 더 많은 양이 인쇄되었다. 페루 인티 지폐는 유통 말기에는 50,000, 100,000 인티, 그리고 최대 5,000,000 인티 지폐로 인쇄되었다.
가르시아가 페루인들에게 페루 인티를 유통하고 신뢰하도록 장려하려는 시도에도 불구하고, 대중은 미국 달러를 교환하고 의존하는 쪽으로 돌아서 외환 통제와 페루 정부가 제정한 MUC 달러 사용으로 이어졌다. MUC 달러는 미국 달러와 동일한 가치를 가졌지만, 인플레이션을 따라잡는 것이 페루 중앙은행을 파산시켰다.
1990년, 인플레이션이 감소하기 시작하면서 페루의 통화는 페루 인티에서 페루 누에보 솔로 다시 변경되었다. 정부는 1,000,000 페루 인티의 환율로 페루인 인티를 누에보 솔로 교환하는 계획을 제시했다. 인플레이션은 계속 감소하여 새로운 통화의 유통과 일반 대중의 신뢰에 긍정적으로 기여했다.
페루 인티와 기존 페루 솔은 1991년에 유통에서 제외되었다. 2020년 현재 페루 누에보 솔은 여전히 페루의 국가 통화이다.

#### 물가 인상
1988년 페루 정부는 소비자 물가가 1,722% 상승했으며, 이는 월평균 143.5%에 해당한다고 보고했다. 가르시아 행정부의 자립 경제 정책으로 인해 수입품 가격이 크게 올랐다. 의약품은 거의 600% 증가했고 석유 가격은 4배로 뛰었다. 1988년 9월, 경제학자들은 인플레이션이 초인플레이션이 되었다고 선언했다. 중산층과 하층민은 곧 보호무역 정책의 영향을 느끼기 시작했다. 페루는 원재료와 음식 부족을 겪었고, 광업의 장기 파업은 수출 감소로 이어져 무역 적자를 더욱 심화시키고 실업을 증가시켰다.

#### 연도별 소비자 물가 인상률
출처:

### 실업
1980년대 후반 페루의 재정 정책은 페루를 국제 시장에서 고립시켰다. 수출용 공산품에 대한 수요가 감소하면서 제조업은 노동자들을 해고하기 시작했다. 이 기간 동안 임금은 50% 이상 감소했다고 보고되었다. 1980년대 후반에는 국가의 정식 및 비공식 사업 부문 모두에서 실업률이 6%를 넘어섰다.

### 거시 경제
1980년대 초 페루의 국내총생산(2010년 불변 달러 기준)은 647억 달러였다. 1990년까지 페루의 국내총생산은 585억 달러로 평가절하되었다. 국가 GDP가 1980년대 수준을 넘어서는 데는 1996년까지 걸렸다. 1980년부터 1990년까지 GDP 성장은 연평균 -0.72%였지만, 성장은 대부분 불규칙했다. GDP 성장은 1987년에 9.7%로 정점을 찍었고, 1989년에는 -12.3%로 사상 최저치를 기록했다. 1인당 GDP는 1981년에 1,203달러로 정점을 찍었으며, 1988년에는 729달러로 최저치를 기록했는데, 이는 1988년 세계 평균 3772달러보다 훨씬 낮았다. 1990년에는 정부 부채가 GDP의 190%에 달했다.

### 시민 불안과 혁명 운동

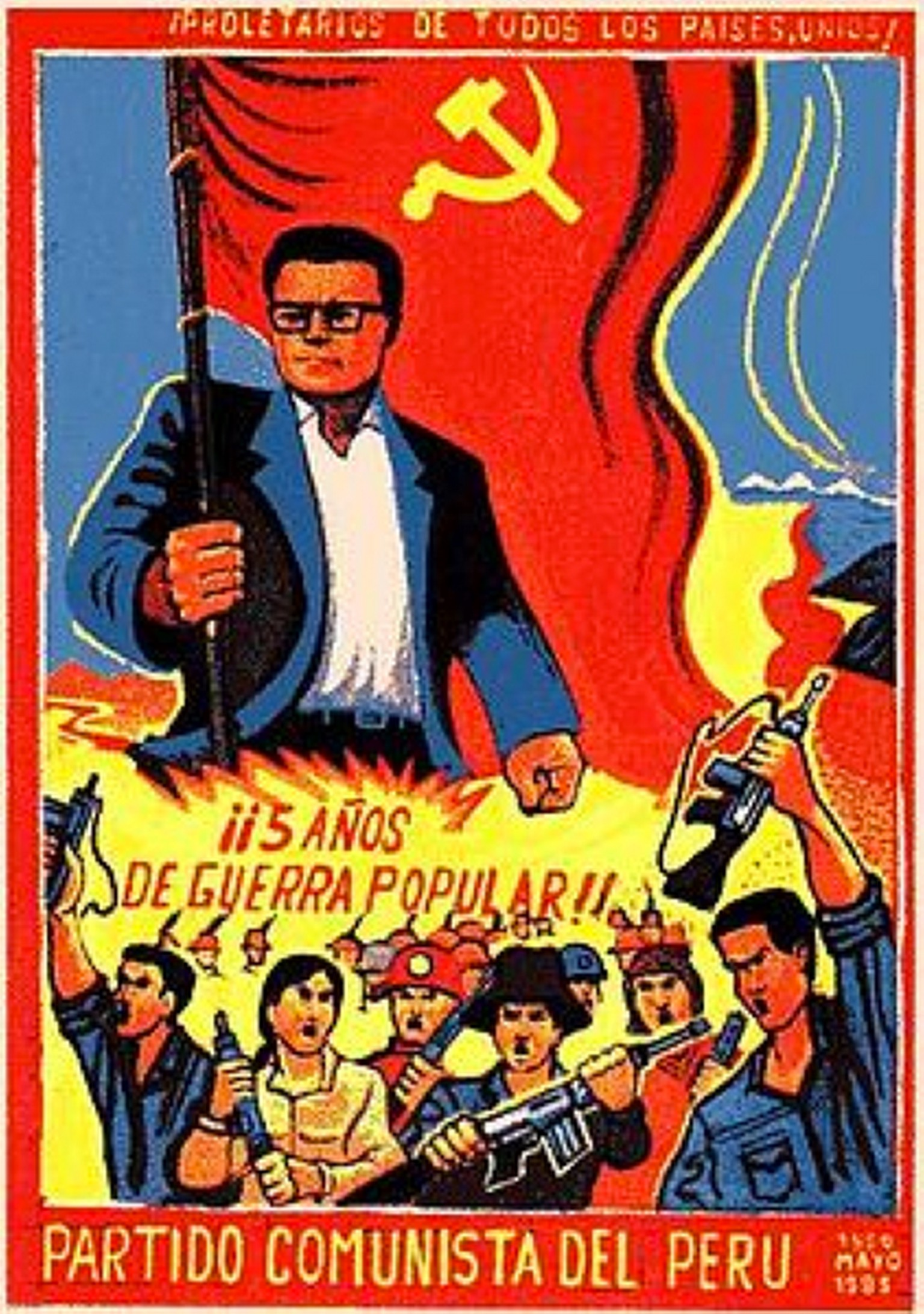
1985년 "프롤레타리아 혁명 5년"을 옹호하는 빛나는 길 선전물

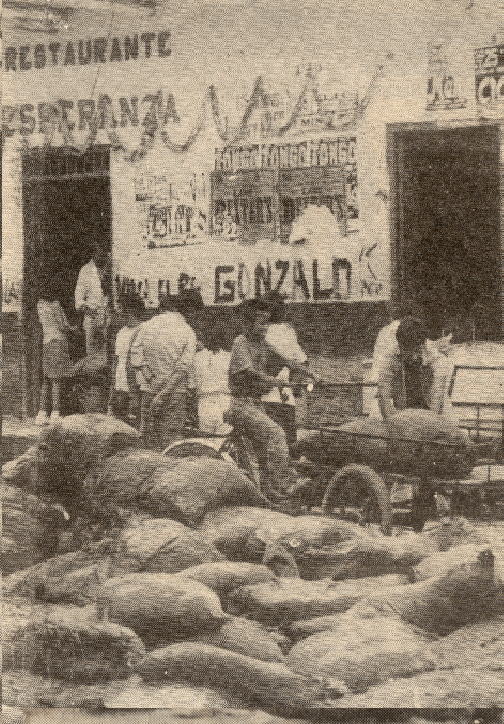
1989년 우치사 습격 후의 모습. 빛나는 길이 경찰 13명을 살해했고, 게릴라 다수와 민간인 3명도 사망했다.

페루의 시골 지역 전체의 단체들은 경제 위기를 자본주의 자유 시장 경제의 실패 증거로 보았다. 사회주의 및 공산주의 단체들은 벨라운데 임기 초기에 생겨났고, 1985년까지는 페루의 중산층과 하층민을 직접적으로 뒤흔든 실업과 초인플레이션으로 인해 페루 농촌 인구의 지지를 받으며 힘을 키우기 시작했다.
1986년부터 1991년까지 가르시아와 후지모리 대통령 재임 기간 동안 이전 및 이후 연도에 비해 총파업, 폭동, 시위 등 주요 사회 시위가 크게 증가했음이 데이터로 나타났다. 초인플레이션 기간은 1988년과 1989년이었는데, 이 해들은 페루에서 시위 활동이 기록적으로 많았던 해와 일치한다.

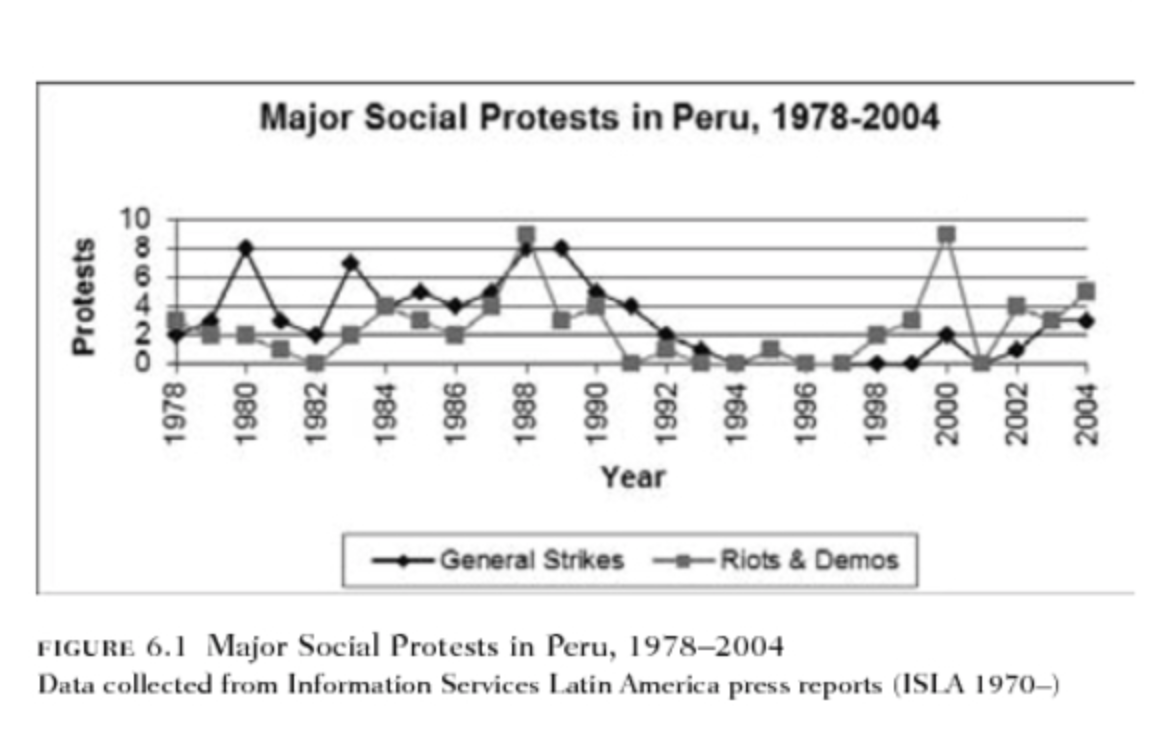
1978년부터 2004년까지 페루에서 발생한 총파업 및 폭동과 시위 건수에 대한 Information Services Latin America 보도 자료의 데이터.

빛나는 길과 MRTA와 같은 테러 단체들은 페루 경제를 사회주의로 전환하여 하층민을 돕겠다고 약속함으로써 대중적인 지지를 얻었다. 특히 빛나는 길과 같은 공산주의 단체들은 경제 위기를 혁명을 옹호할 기회로 삼았다. 1989년까지 빛나는 길은 약 5,000명의 상근 전투원과 거의 50,000명의 동조자를 보유한 것으로 추정되었다. 또한 1980년부터 1992년까지 빛나는 길이 벌인 다양한 폭력 공격과 폭탄 테러로 약 30,000명이 사망한 것으로 추정되었다.
특히 빛나는 길은 지도자인 아비마엘 구스만이 지역사회에 철학과 이념을 강의하고 그들의 지지와 헌신을 얻으면서 원주민들 사이에서 널리 인기를 얻었다.
이 운동은 1970년 안데스 도시 아야쿠초에서 탄생했으며 1980년에 무장 반란을 시작했다. 아야쿠초는 대다수의 사람들이 읽거나 쓸 수 없었던 낙후된 원주민 마을이었다. 구스만이 수감되었을 때 진행된 인터뷰에서 그는 자신의 "가장 크고 깊은 필요는 아야쿠초의 농민들을 만나고 발견하는 것"이었다고 말했다. 하층민에 대한 생활 조건과 불의를 본 후, 그는 자신의 그룹을 결성하기로 결정하고 페루 공산당을 떠났다. 그는 젊고 저소득층 지역사회 구성원들을 조직하여 정부에 항의하고, 공산주의 사상을 가르치며, 교육 기관에 입학할 수 있도록 노력했다. 이를 통해 그는 아야쿠초에서 많은 지지자들을 얻었다.
그 성공은 12년 동안 페루의 모든 주에 걸쳐 운동이 일관되게 확산된 덕분이기도 하다. 이 조직은 특히 원주민(페루 인구의 대다수를 차지하며 라틴 아메리카 국가 중 가장 큰 인구를 가짐)에게 초점을 맞추었으며, 엘리트주의와 페루 문화의 백인화에 대한 혐오감을 표출했다. 페루 전역으로 확산되고 빛나는 길이 많은 정부 관료를 암살했기 때문에, 시골 지역에서는 연방 정부의 통제가 거의 없었으며, 이에 따라 빛나는 길이 통제권을 행사하게 되었다.
시골 및 원주민 마을이 빛나는 길을 자신들의 땅에 받아들이지 않을 경우, 그들은 일반적으로 모두 살해되었다. 이후 연구에 따르면 사회적으로 소외되거나 저소득층인 페루인들이 빛나는 길의 폭력 피해자가 될 가능성이 불균형적으로 높았으며, 사회 내 깊은 민족적, 사회적 분열에 노출되었다. 이는 원주민 및 농촌 페루인들이 리마와 같은 도시 지역으로 이주하는 것을 증가시켰고, 이로 인해 가르시아의 첫 번째 대통령 임기 동안 피난처를 찾는 사람들과 리마의 엘리트들을 물리적으로 분리하기 위해 벽이 건설될 정도로 상황이 압도적이었다.
후지모리의 1992년 여름 테러 "진압" 중에, 그의 발표에 대한 직접적인 반응으로 자동차 폭탄 테러 및 기타 형태의 폭력이 기록적으로 증가한 것으로 기록되었다.
빛나는 길과 같은 테러 단체는 또한 정부가 고문 및 처벌에 대한 새로운 위원회와 기준을 부과하게 만들었다. 시민에 대한 고문 사용의 급증은 가르시아 대통령 재임 기간에도 만연했지만, 빛나는 길이 폭력적이 된 지 5년 후인 1985년이 되어서야 시작되었다. 이는 페루인들에게 너무나 광범위한 문제와 우려가 되어 페루의 모든 주에서 유엔에 도움을 요청하는 불만이 보고될 정도였다.
가르시아 대통령 임기 동안, 페루 수사 경찰의 특정 부서인 대테러 부서가 1987년에 창설되었다. 미국 국무부가 실시한 보고서는 페루 경찰이 구금된 800명 이상의 학생들을 고문하고 학대했음을 보여주었다. 국제 앰네스티 또한 150명의 수감자 학살에 주목했으며, 수감자가 살아남더라도 결국 고문을 당했다. 이 사건만으로도 페루 경찰의 통제와 정부 아래에서 611명이 사망했다고 보고되었다. 비록 이 "대테러 부서"의 원래 의도는 테러 단체의 영향을 받은 사람들에게 정의를 구현하는 것이었지만, 정부 또한 폭력에 가담했다는 것이 명백해졌다.

## 유산

### 이민
일반 대중에게 나타난 금융 위기의 명백한 장기적 영향은 페루에서 대규모 해외 이민 물결을 촉발시킨 것으로 평가된다. 1970년대 페루 이민은 8만~9만 명이었으나, 1992년에는 매년 약 35만4천 명의 페루인들이 주로 미국, 아르헨티나, 스페인으로 이주하면서 이민이 증가했다. 페루에서의 기록적인 이민은 21세기 초에 더욱 큰 물결을 일으켰는데, 이민자 수가 거의 91만 명으로 증가하여 2007년에는 120만 명으로 정점을 찍었다. 현재 미국에서는 페루계 미국인의 39%가 20년 이상 미국에 거주했으며 평균 연령은 46세로, 대다수의 이민자들이 1980년대 후반과 1990년대 초반에 이주했음을 의미한다.

### 정치적 영향
후지모리 행정부의 신자유주의 경제 개혁에 따른 1990년대 페루의 경제 회복은 후지모리주의자들에게 큰 승리였다. 후지모리주의자들은 종종 이 회복이 후지모리의 재정 정책의 결과라고 인용한다. 반면에 가르시아와 그의 APRA 세력은 1980년대 말 그의 임기 동안 경제 위기를 악화시킨 것으로 종종 평가된다.

## 같이 보기
- 페루의 경제사
- 페루의 경제
- 스태그네이션
- 라틴아메리카 부채 위기
- 라 데카다 페르디다
- 알베르토 후지모리 대통령 재임
- 초인플레이션
- 거시 경제적 포퓰리즘
- 플랜 베르데